# Andreas M. Kaufmann
Andreas M. Kaufmann (* 1961 in Zürich) ist ein schweizerisch-deutscher Lichtkünstler.

## Leben und Werk
Andreas M. Kaufmann studierte von 1984 bis 1991 an der Kunstakademie Münster bei Timm Ulrichs, als Meisterschüler bei Paul Isenrath und parallel Design an den Fachhochschulen Münster und Dortmund. Zusätzlich folgte er Seminaren über Philosophie, Geschichte und deutscher Literatur an der Westfälischen Wilhelms-Universität. 1991 schloss er seine Studien mit Diplom und Akademiebrief ab. Von 1999 bis 2001 war Andreas M. Kaufmann Assistent an der Kunsthochschule für Medien Köln bei Zbigniew Rybczyński. 2004 wurde er Lehrbeauftragter bei Montse Badia am Goldsmiths, University of London. 2004 bis 2005 war er als co-Kurator an der Wanderausstellung Paisatges Mediàtics/Mediascapes des CaixaForum Barcelona beteiligt. Kaufmann lebt in Köln und Barcelona.
Lichtinstallationen zeigt Andreas M. Kaufmann beim Hellweg – ein Lichtweg und seit 2010 beim Ruhr-Atoll. Andreas M. Kaufmann war Teilnehmer der lichtsicht 1, 2007 und lichtsicht 6, 2017 in Bad Rothenfelde und zeigte 2009 in der Villa Ingenohl Eine Höhle für Platon.

## Ausstellungen
- 2013: Ich kann, weil ich will, was ich muss (zusammen mit Hans Ulrich Reck), Museum Küppersmühle für Moderne Kunst, Duisburg
- 2011:  Sinn Maschine, Kunsthalle Ziegelhütte, Appenzell
- 2000: Here you are, Städtische Galerie Wolfsburg
- 1993: Auftritt der verwunderten Schönheit, Kunsthalle Münster

## Stipendien (Auswahl)
- 1992: Graduiertenstipendium des Landes Nordrhein-Westfalen
- 1993: Barkenhoff Stipendium
- 1994/95: Wilhelm-Lehmbruck-Stipendium
- 1997: Märkisches Stipendium für Bildende Kunst[5]